# Кальпе (Казахстан)
Кальпе (каз. Кәлпе) — село в Каратальском районе Жетысуской области Казахстана. Административный центр Карашенгельского сельского округа. Находится на реке Биже примерно в 14 км к юго-юго-западу (SSW) от города Уштобе, административного центра района. Код КАТО — 195043100.

## Население
В 1999 году население села составляло 1709 человек (839 мужчин и 870 женщин). По данным переписи 2009 года в селе проживало 1786 человек (908 мужчин и 878 женщин). По данным переписи 2021 года, в селе проживало 1 486 человек (783 мужчины и 703 женщины).

## Известные уроженцы
- Байсеитов, Канабек (1905—1979) — казахский советский режиссёр, драматург, актёр, певец. Народный артист Казахской ССР. Лауреат Государственной премии Казахстана. Один из основоположников Казахского театра оперы и балета.